# خفاش زرد کوبایی
خفاش زرد کوبایی (نام علمی: Lasiurus insularis) نام یک گونه از خانواده خفاش‌ناهیدی است.